# Ich war in Honolulu – wetten?
Ich war in Honolulu – wetten? ist ein Film des DDR-Fernsehens aus dem Jahr 1974. In den Hauptrollen sind Henry Hübchen und Petra Barthel zu sehen.

## Handlung
Uwe ist Chemiestudent und arbeitet an den Wochenenden als Baggerfahrer auf verschiedenen Baustellen. An einem Wochenende lernt er die Krippenschwester Gabi kennen. Wie sich später herausstellt, haben sie ihre Begegnung der Tochter des Baustellenbrigadiers Trunzer zu verdanken. Doch es bleibt nicht nur bei dieser einen Begegnung und dem daraus entstandenen Flirt, denn die beiden verlieben sich innerhalb kürzester Zeit ineinander. An einem anderen Wochenende begleitet Uwe dann Gabi zu ihrer Familie.
Als wenige Tage später der Baustellenbrigadier Trunzer aus dem Urlaub zurückkehrt, fragt er Uwe zuerst, wo er sich denn während seiner Abwesenheit so herumgetrieben hätte, woraufhin Uwe antwortet: „Ich war in Honolulu – wetten?“.

## Hintergründe
Der Film wurde im Sommer 1974 gedreht.
Seine Erstausstrahlung erlebte der Film am 12. Dezember 1974 zur Hauptsendezeit im 1. Programm des Deutschen Fernsehfunks. Der Film wurde nach der Wende noch mehrmals im Fernsehen wiederholt.